# Mammillaria guillauminiana
Mammillaria guillauminiana (укр. Мамілярія гійоменіана, Мамілярія Гійомена) —сукулентна рослина з роду мамілярія (Mammillaria) родини кактусових (Cactaceae).

## Етимологія

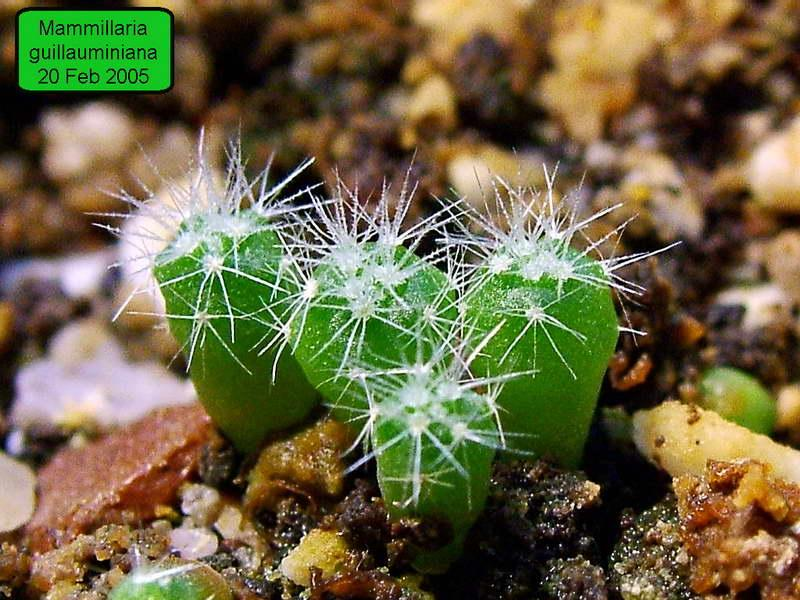
Сіянці Mammillaria guillauminiana

Видова назва дана на честь французького ботаніка Андре Гійомена (фр. André Guillaumin, 1885—1974).

## Систематика
Вид був описаний Бакебергом по рослинам, зібраним Шварцем в мексиканському штаті Дуранго за 60 км на захід від міста Вікторія-де-Дуранго біля Ель-Сальто. Люті (1995) та інші експерти-оцінювачі вважають його синонімом Mammillaria jaliscana (Бріттон і Роуз) Boed. / Mammillaria mercadensis Patoni. Прийнятий як окремий вид Андерсоном (2001) і Пілбімом (1999). Гант та інші (2006) вказують, що його статус залишається невизначеним, і що це, мабуть, тільки форма Mammillaria jaliscana.

## Морфологічний опис
Рослини спочатку поодинокі, пізніше групуються, апікально придавлені.
| Орган              | Опис |
| Коріння            | |
| Стебло             | кулясте з придавленою верхівкою, до 7 см заввишки, в діаметрі 4-10 см (в діаметрі до 10 см — в культурі). |
| Епідерміс          | |
| Маміли             | конічні до циліндричних, в'ялі, без молочного соку. |
| Ареоли             | |
| Аксили             | голі. |
| Центральні колючки | 1-6 (в первісному описі центральна колючка зафіксована одна, але пізніше були зареєстровані 6 прямих центральних колючок), тонкі, голчасті, червонувато-коричневі або жовті, (Mammillaria guelzowiana var. splendens — має жовті центральні колючки), завдовжки 8-25 мм, зазвичай від 8 до 10 (Mammillaria guelzowiana var. robustior — має центральні колючки завдовжки до 25 мм), одна з них з гачком. |
| Радіальні колючки  | численні, приблизно від 60 до 80, волосоподібні, переплетені, гладкі, білуваті, до 15 мм завдовжки. |
| Квіти              | великі, дзвоникоподібні, яскраві, насичено (темно)-пурпурно-червоні (рожеві), блідіші до країв пелюсток, до 4 см завдовжки, в діаметрі від 5 до 7 см. |
| Бутони             | |
| Зовнішні пелюстки  | |
| Внутрішні пелюстки | |
| Тичинки            | |
| Маточка            | |
| Плоди              | маленькі, майже кулясті, блідо-червоні або жовтувато-білі, до 8 мм завдовжки, часто залишаються серед колючок і не виступають з них. |
| Насіння            | чорне. |

## Ареал
Цей вид є ендемічною рослиною Мексики. Ареал зростання охоплює штати Дуранго і Сіналоа, де рослини зустрічаються на висоті від 1 300 до 1 800 метрів над рівнем моря. Зростають в гумусі між скелями і в тінистих місцях, та, ймовірно, в пустельних скребах.

## Чисельність у природі
Немає інформації про розмір популяцій цього виду та тенденції їх зміни.

## Охоронні заходи
Mammillaria guillauminiana входить до Червоного списку Міжнародного союзу охорони природи видів, даних про які недостатньо (DD).
Охороняється Конвенцією про міжнародну торгівлю видами дикої фауни і флори, що перебувають під загрозою зникнення (CITES).